# Cerkiew św. Mikołaja w Moskwie (Marosiejka)
Cerkiew św. Mikołaja (ros. Храм Николая Чудотворца в Клённиках) – prawosławna cerkiew w Moskwie, w rejonie Basmannym, w Białym Grodzie, w dekanacie Objawienia Pańskiego eparchii moskiewskiej miejskiej Rosyjskiego Kościoła Prawosławnego.

## Historia
Pierwsza cerkiew na miejscu współcześnie (XXI w.) istniejącej świątyni została zbudowana z inicjatywy wielkiego księcia moskiewskiego Iwana III, który polecił wznieść cerkiew św. Symeona, by upamiętnić wielki pożar; rozpoczął się on w pobliżu tego miejsca, ale nie dotarł do Kremla moskiewskiego. Murowana cerkiew św. Mikołaja powstała w tym miejscu w 1657. Od tego czasu była wielokrotnie przebudowywana, zaś obecną formę przybrała po przebudowie w latach 20. XIX w..
W świątyni w pierwszych dekadach XX wieku (do śmierci w 1923) służył ks. Aleksiej Mieczow, który skupił wokół siebie wspólnotę wiernych zachowujących w miarę możliwości regułę mniszą, pozostając ludźmi świeckimi. Wspólnotę tę błogosławił w 1919 patriarcha moskiewski i całej Rusi Tichon, zaś starcy optyńscy Anatol i Nektariusz kierowali do cerkwi św. Mikołaja pielgrzymów z Moskwy, którzy przybywali do nich, prosząc o rady i modlitwy. Po Aleksieju Mieczowie w cerkwi służył jego syn Siergiej, który w 1937 zginął podczas wielkiej czystki. Obaj duchowni zostali kanonizowani jako święci nowomęczennicy i wyznawcy rosyjscy. Na przełomie lat 20. i 30. XX wieku cerkiew była jednym z ośrodków nie wspominających.
Cerkiew została zamknięta po święcie Zwiastowania w 1932. Budynek przekazano na własność Komitetu Centralnego Komsomołu, który umieścił tam księgowość. W tym okresie uległo zniszczeniu całe wyposażenie obiektu sakralnego. Rosyjski Kościół Prawosławny odzyskał cerkiew jako jedną z pierwszych świątyń po 1988. 17 grudnia 1990, po renowacji, odnowiony został pierwszy z ołtarzy cerkwi św. Mikołaja.
Szczególnym kultem w świątyni otaczana jest kopia Fiodorowskiej Ikony Matki Bożej oraz ikony z cząsteczkami relikwii świętych mnichów Sergiusza z Radoneża i Teodozjusza Totiemskiego, jak również ikona Wszystkich Świętych Ziemi Ruskiej.